# オーディオテクニカ
株式会社オーディオテクニカは、日本の音響機器・映像機器メーカー。東京都町田市に本社を置く。

## 概要
ブリヂストン美術館のスタッフとしてレコードコンサート（所蔵品レコードの鑑賞会）の運営などをしていた松下秀雄が、レコードプレーヤー用の自作カートリッジを製作販売するため独立、創業。1962年（昭和37年）に資本金100万円で設立。MM型ステレオ・カートリッジ「AT-1」、「AT-3」が最初期の製品である。
当初はカートリッジの専業メーカーとして、オーディオマニア向けの自社ブランド製品、NHKをはじめとした各放送局向けの業務用製品、民生用では国内メーカーのステレオセットやレコードプレーヤーの標準添付品または相手先ブランドでの純正カートリッジの納入まで幅広く手掛ける。1967年（昭和42年）には独特な形状のマグネットを内蔵したVM型カートリッジを開発し独自の特許を取得。欧米メーカーが持つMM型カートリッジの高額な特許使用料を回避できる事から、国内メーカーの輸出用セットや一部の海外メーカーにも採用され、自社および相手先ブランドにて製品を輸出する。
1972年（昭和47年）には、自社ブランド製品の販売会社「Audio-Technica U.S.Inc.」をアメリカに設立するなど業容を拡大。1974年（昭和49年）にヘッドフォン市場に参入、1978年（昭和53年）にはマイクロフォンにも参入した。ピーク時には月産100万個のカートリッジを生産していたが1982年（昭和57年）のCDの登場によりカートリッジ製品の市場は縮小、現在の主な一般向け製品はヘッドフォン、マイクロフォン、AVアクセサリーである。2012年（平成24年）4月17日に創立50周年を迎えた。2016年（平成28年）1月に建替中だった新社屋（町田市西成瀬、竹中工務店施工）が完成した。
1984年（昭和59年）、多角化経営を模索し寿司ロボットのブランドとして「AUTEC（オーテック）」をスタートさせている。（後述）

## 宣伝展開
ヘッドフォンは、廉価機から高級機まで幅広いラインナップを展開すると共に、オープンエア構造やウイングサポート構造など音質・装着感を向上させるための機構を積極的に取り入れる進取の姿勢で知られ、BCNランキングに基づくヘッドホン販売台数国内第1位を9年連続で獲得している。マイクロフォンはオリンピックやグラミー賞、サマーソニックなど国内外のイベントで採用実績を持つ。設備音響用のデジタルワイヤレスから手軽な赤外線コードレスまで無線マイクシステムも多数。
AVアクセサリー分野では、HDMIケーブルやヘッドフォンアンプやアクティブスピーカー、AVセレクター、マイクロホンミキシングアンプ、創業品目であるカートリッジやフォノイコライザーなどのレコードプレーヤー関連機器、無酸素銅（OFC）線材など素材にこだわった接続ケーブル、「クリニカ」の商品名を冠したクリーニングキットなどメンテナンス用品を中心とする。競合するソニーやパナソニック、JVCケンウッド、オンキヨー&パイオニアなどと比較すると小規模な会社であるが、全国各地の家電量販店でヘッドフォンの試聴機やAVアクセサリーの展示を目にすることができる。
業務用製品としてはAUTEC（オーテック）ブランドによる（寿司シャリ玉、海苔巻き、おにぎり等）製造機などの食品加工機器が知られ、寿司屋の愛称で呼ばれる事もある。「テクニクリーン」ブランドの除塵装置など産業用防塵装置も展開する。かつて中心であった光ピックアップなどの半導体レーザー機器は今日の音楽配信やクラウドネットワークなどの影響により縮小傾向である。
グッドデザイン賞受賞製品を数多く生み出すなどプロダクトデザインに長ける一方、製品だけでなく外箱のパッケージデザインの美しさにも長年取り組んでおり1980年（昭和55年）に東京アートディレクターズクラブADC賞を受賞している。
かつてはオーディオ専門誌への出稿以外あまり宣伝に力を注いでいる企業ではなかったが、近年電車内広告やテレビCMなどを積極的に展開している。2008年（平成20年）冬からはCMイメージキャラクターとして歌手のBoAを起用する。カタログ表紙や広告、ウェブサイトなどのビジュアルイメージの一部にはグラフィックデザイナー遠藤享のアート作品が長年に渡り用いられている。

## 文化活動
2009年（平成21年）から、奨学財団「公益財団法人オーディオテクニカ奨学会」の運営も行っている。

## 協賛イベント
- サマーソニック
- グラミー賞

※ いずれもオーディオテクニカ製のマイクロフォンが使用されている。

## 製品例

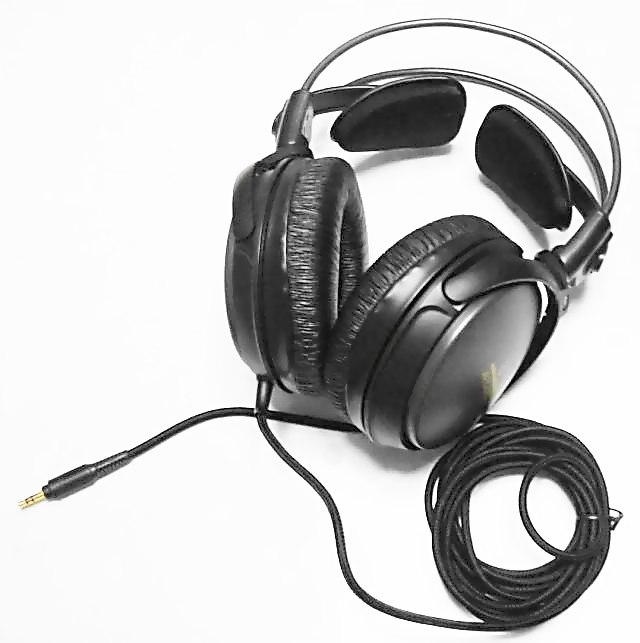
ATH-A500密閉型ダイナミックヘッドフォン
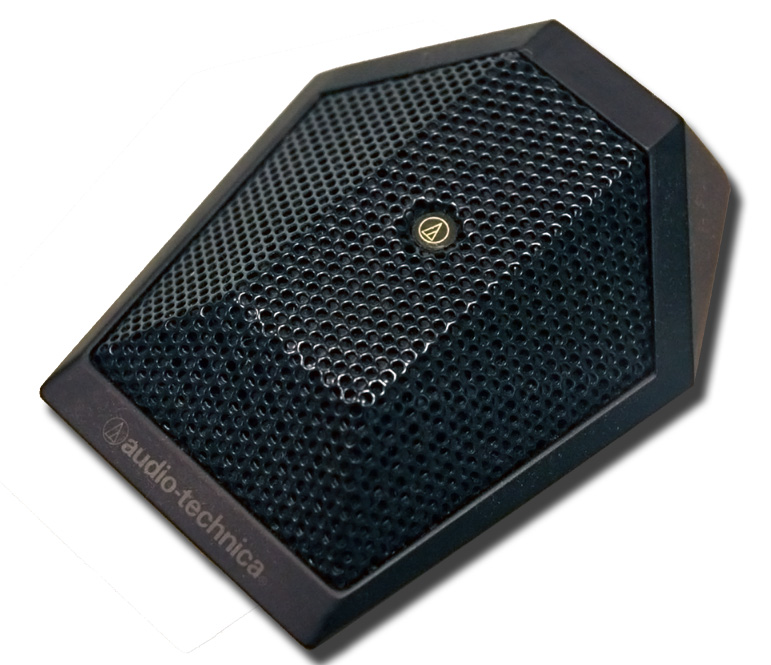
ATM87Rバウンダリレイヤーマイクロフォン
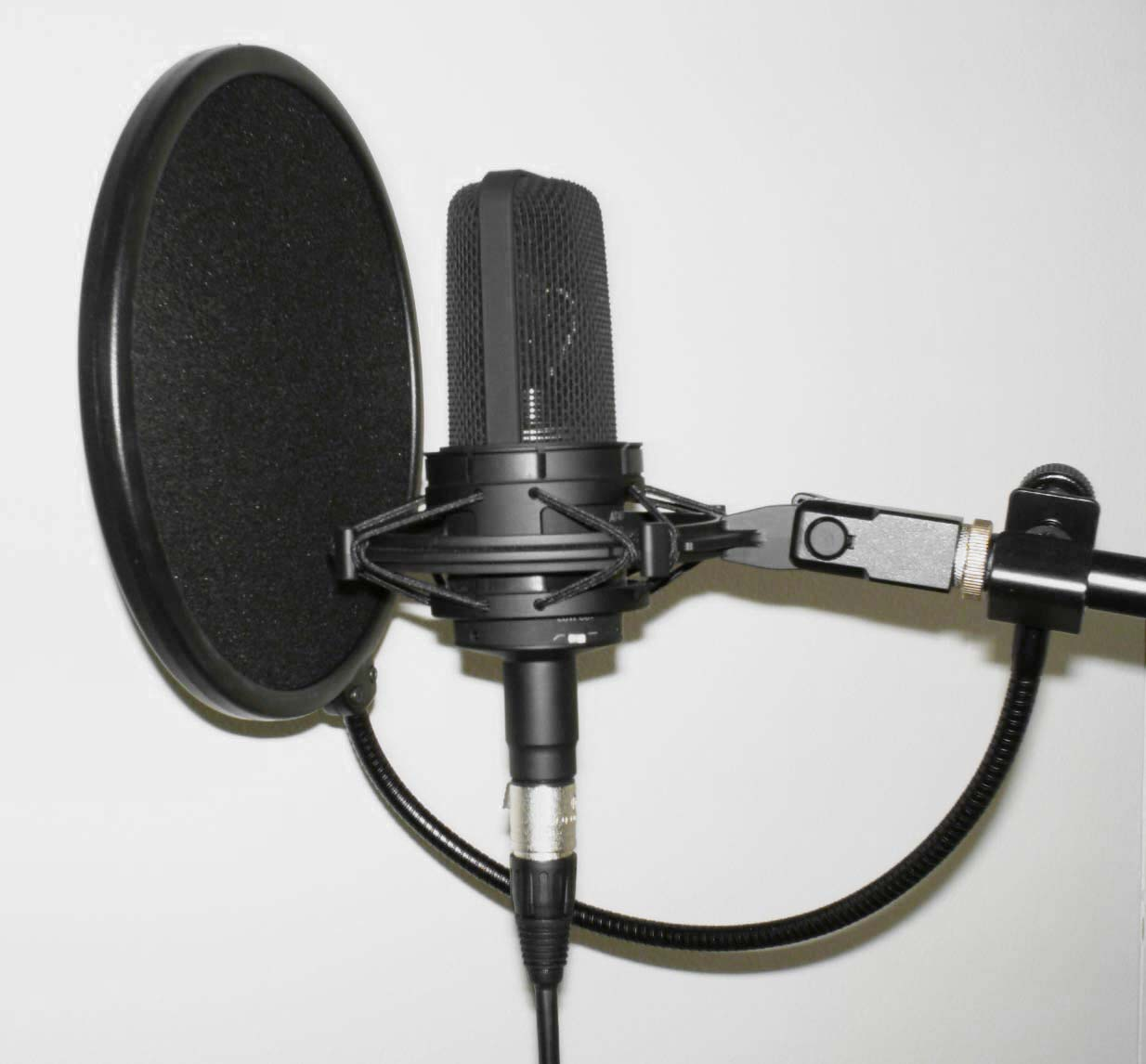
コンデンサマイクロフォン
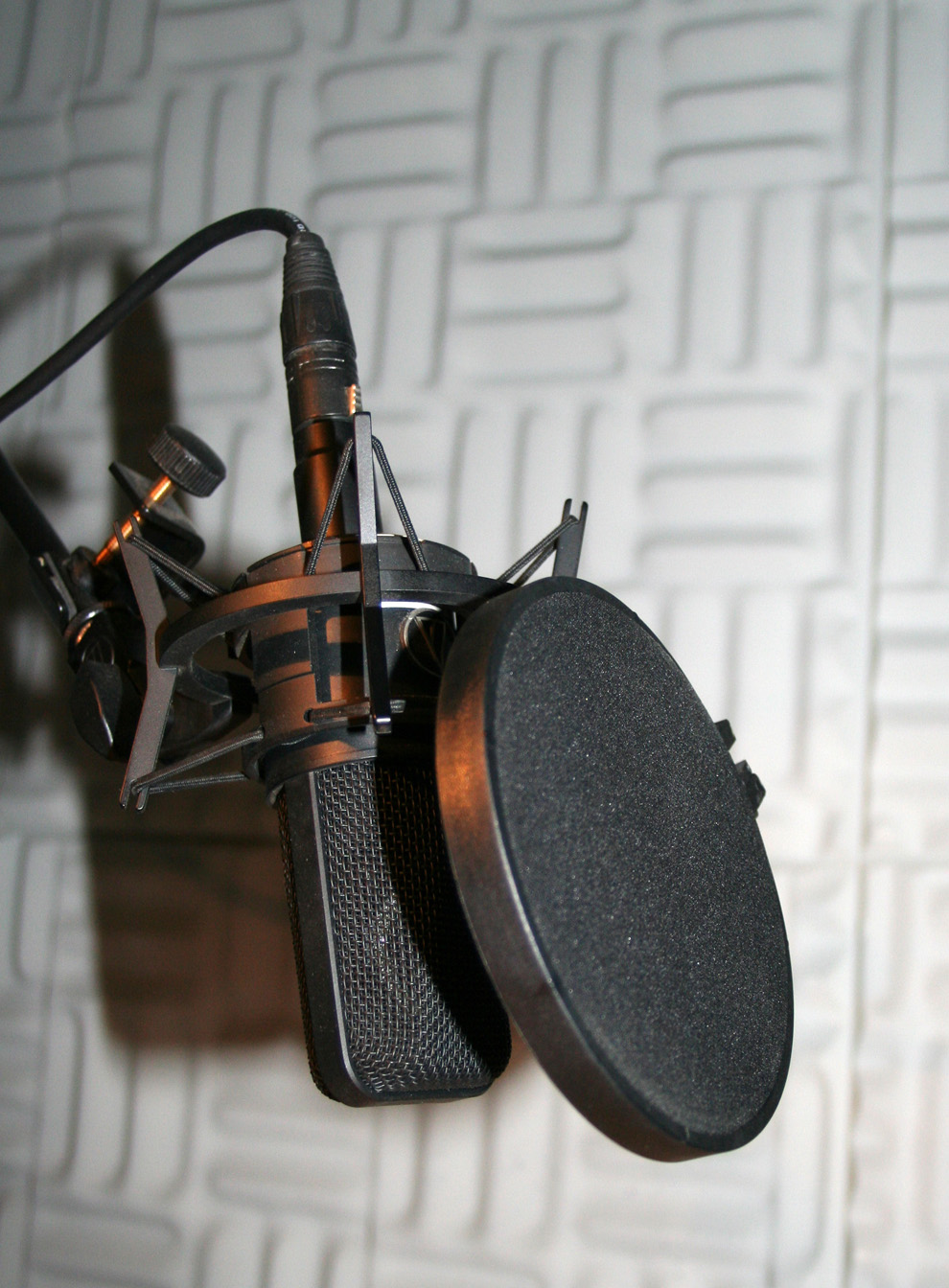
コンデンサマイクロフォン